# Michael Levy, Baron Levy

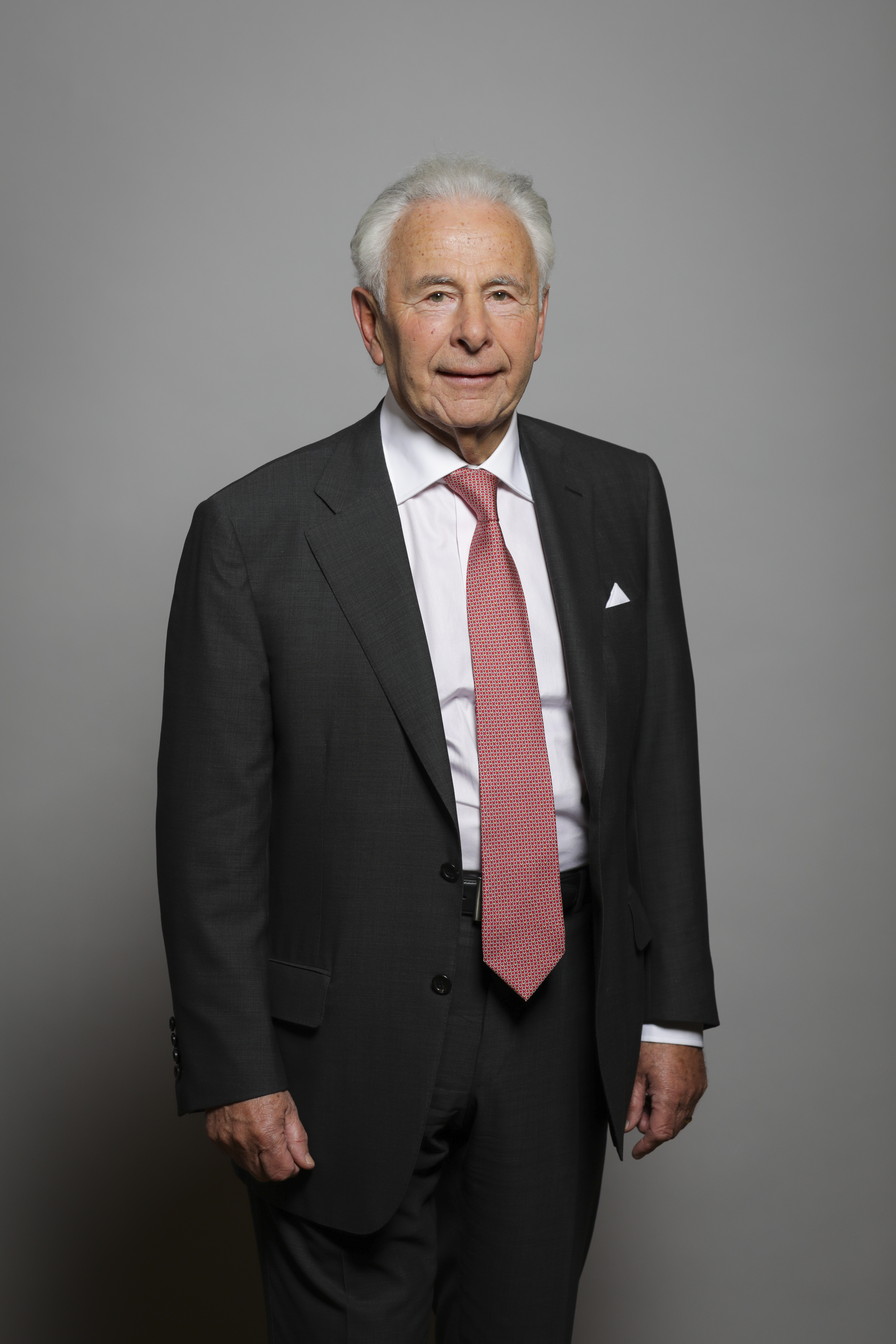
Michael Levy, Baron Levy

Michael Abraham Levy, Baron Levy (* 11. Juli 1944 in London) ist ein britischer Manager, Unternehmer, Funktionär jüdischer Organisationen und Politiker der Labour Party, der seit 1997 als Life Peer Mitglied des House of Lords ist.

## Leben

### Manager, Unternehmer und Funktionär jüdischer Organisation
Nach Schulbesuch und Studium war Levy, der 1966 Fellow des Institute of Chartered Accountants in England and Wales wurde, von 1966 bis 1973 als vereidigter Buchhalter tätig und gründete danach das Schallplatten- und Musikunternehmen Magnet Records, deren Eigentümer er bis zum Verkauf an Warner Bros. 1988 blieb. Bei diesem Musiklabel erschienen Künstler wie Alvin Stardust, Chris Rea und die Gruppe Bad Manners.
Während dieser Zeit war er von 1979 bis 1984 Vize-Vorsitzender von Musiklizenzgesellschaft Phonographic Performance Limited und im Anschluss bis 1987 Vize-Vorsitzender des Unternehmerverbandes British Phonographic Industry Ltd.
Daneben engagierte sich der aus einer jüdischen Familie stammende Levy von 1982 bis 1985 als Vorsitzender der nationalen Kampagne des Joint Israel Appeal. Darüber hinaus fungierte er von 1990 bis 1995 als britischer Repräsentant im Verwaltungsrat der Jewish Agency und zwischen 1991 und 1995 als Mitglied des Verwaltungsrates des Palästina-Hilfsfonds Keren Hajessod. Zwischen 1990 und 1995 gehörte er als Mitglied dem Verwaltungsrat der Jüdischen Freien Schulen an. Zugleich fungierte er von 1991 bis 1995 als Vorsitzender des Alija-Jugendkomitees beim Verwaltungsrat der Jewish Agency und zwischen 1992 und 2007 als Vorsitzender des Preiskomitees für den Award for Excellence des Großrabbiners von London. Seit 1995 ist er auch Mitglied der Weltkommission für Beziehungen zwischen Israel und der Diaspora.
In den 1990er Jahren war er weiterhin in der Musik- und Unterhaltungsindustrie tätig und ist seit 1998 Berater zahlreicher internationaler Unternehmen. Weiterhin ist er seit 1993 Vorsitzender der Stiftung für Bildung und seit 1995 Vorsitzender der Community Foundation von Jewish Care. Des Weiteren war er von 1994 bis 2000 Ehren-Vizepräsident des United Jt Israel Appeal (UJIA) und ist seit 1995 Schirmherr des British Music Industry Trust. Ferner war Levy zwischen 1994 und 2006 Vize-Vorsitzender des Zentralrates für Jüdische Sozialdienste.

### Oberhausmitglied und weitere Ehrenämter
Durch ein Letters Patent vom 23. September 1997 wurde Levy als Life Peer mit dem Titel Baron Levy, of Mill Hill in the London Borough of Barnet, in den Adelsstand erhoben. Kurz darauf erfolgte seine Einführung (Introduction) als Mitglied des House of Lords. Im Oberhaus gehört er zur Fraktion der Labour Party. In der Folgezeit war er zwischen 1998 und 2007 Persönlicher Unterhändler von Premierminister Tony Blair sowie dessen Berater in Fragen der Mittelost-Politik.
Nachdem er von 1992 bis 1997 Vorsitzender war, fungiert er seit 1998 als Präsident der jüdischen Wohlfahrtsorganisation Jewish Care und ist seither auch Präsident von Community Service Volunteers (CSV), der größten britischen Wohlfahrtsorganisation für das Ehrenamt. Zwischen 1997 und 2006 war er Mitglied des Beirates des Foreign Policy Centre und war von 1997 bis 2009 auch Mitglied des Verwaltungsrates des Schimon-Peres-Friedenszentrums in Tel Aviv-Jaffa. Außerdem ist er seit 1997 Schirmherr der Wohltätigkeitsstiftung gegen Prostatakrebs sowie seit 1998 auch der Bildungsstiftung der Labour-Parlamentariergruppe Friends of Israel und war zwischen 1998 und 2007 auch Trustee des Holocaust Educational Trust. Darüber hinaus fungiert er seit 1998 als Mitglied des Beirates des Nationalrates für Freiwilligenorganisationen (National Council for Voluntary Organisations) sowie seit 2000 als Mitglied des Ehrenrates der Vereinigung von Israel, Großbritannien und dem Commonwealth of Nations.
Weiterhin ist Lord Levy seit 2000 Ehren-Präsident von UJIA sowie seit 2001 Präsident der Jüdischen Freien Schulen. Zwischen 2000 und 2007 war er ferner Vorsitzender des Treuhandrates der Denkfabrik New Politics Network sowie von 2001 bis 2002 Mitglied des Exekutivkomitees der Non-Profit-Organisation Chai Lifeline. Darüber hinaus war er von 2002 bis 2007 Mitglied des Spendenkomitees der Labour Party.
Daneben fungierte er von 2004 bis 2005 als Vorsitzender des Academies Sponsors Trust sowie zwischen 2005 und 2008 als Präsident der Stiftung für Spezialschulen und Akademien und ist seit 2006 Präsident der Jüdischen Jungen- und Mädchenbrigade. Zwischen 2008 und 2011 war er Vorsitzender des International Standard Asset Management (ISAM) und zugleich von 2010 bis 2011 Vizepräsident des Jüdischen Führungsrates.
Zudem fungiert er seit 2000 als Schirmherr der Stiftung Save a Child’s Heart und seit 2002 auch als Schirmherr der Simon-Marks-Stiftung für jüdische Grundschulen sowie als Ehren-Schirmherr der Jüdischen Gesellschaft der University of Cambridge.

## Ehrungen und Auszeichnungen
Levy, der 1994 den B’nai-B’rith-Preis erhielt, wurde 1998 mit dem Scopus-Preis der Freunde der Hebräischen Universität Jerusalem geehrt und erhielt 1999 einen Ehrendoktor der Middlesex University. 2003 wurde er schließlich mit dem Sonderpreis des Israel Policy Forum in New York City ausgezeichnet.

## Veröffentlichungen
- A Question of Honour (2008)